# حمرة (حيوانات)

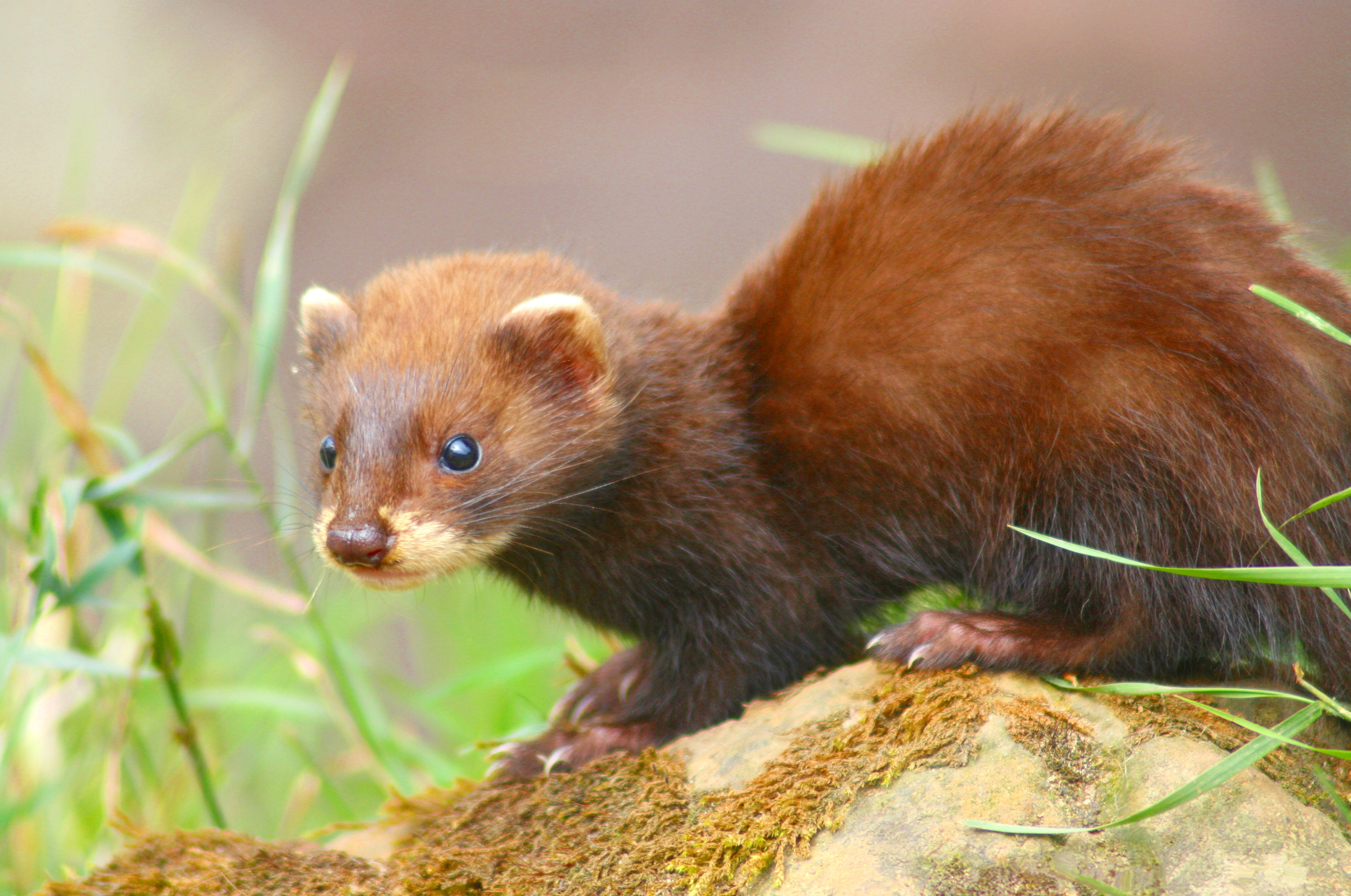
حيوان ابن عرس منتن أوروبي مصاب بالحمرة

الحُمرة والاحمرارية والأحمرية واحمرار الشعر واحمرار الوجه والشعر هي مصطلحات تشير إلى تصبغ غير عادي لشعر الحيوان أو جلده أو ريشه بالأحمر.
تشمل أسباب الإصابة ما يلي:
- الطفرات الجينية التي تسبب عدم وجود صبغة طبيعية و/أو إفراط في إنتاج بعضها [7]
- النظام الغذائي كما في النحل الذي يتغذى على «الذرة الحمراء الزاهية (الملونة)» المستخدم في صناعة كرز المَرشينو [8]

لوحظ وجود احمرار في النطاطات الطويلة القرون من حين لآخر. قد يكون التلوين تمويهًا يساعد بعض الأنواع على البقاء على النباتات الحمراء.  هناك أيضًا إجماع على أن الطفرة الاحمرارية هي في الواقع سمة مهيمنة بين الأنواع الكاتيدية وإن كانت غير مؤاتية بسبب اللون الأخضر الغالب لمعظم أوراق الشجر. ومن ثم ، فإن معظم النطاطات الوردية أو ذات الألوان الزاهية الأُخَر لا تنجو حتى سن البلوغ ، وتوضح هذه الملاحظة ندرة هذه الأنواع. من النادر حدوث الاحمرار في النمور لكن إحدى الدراسات أفادت أن اثنتين من 28 نمرًا في محمية طبيعية في جنوب إفريقيا كانتا لهما حمرة، ووجد المؤلفون سجلات لخمسة نمور فراولية اللون من ذات المنطقة.

## روابط خارجية
- سر النحل الأحمر ، نيويورك تايمز ، 30 نوفمبر 2010
- تم اكتشاف كاتيدية نادرة في شمال إلينوي ، شيكاغو تريبيون لوكال ، 10 أغسطس 2011
- مثال لطيف آخر على ارثرية غراشوبر ، 28 أغسطس 2009
- ارثرية : جندب في نيوزيلندا ، رود موريس ، 2010
- جمال الحيوان الوردي ، بولا كشتان ، lemondrop.com ، 18 ديسمبر 2008